# Championnats d'Afrique de gymnastique rythmique 2014
Les championnats d'Afrique de gymnastique rythmique 2014 se déroulent du 24 mars au 1er avril 2014 à Pretoria, en Afrique du Sud,.
Les championnats comprennent des épreuves seniors et juniors. 
Cette édition est organisée conjointement avec les Championnats d'Afrique de gymnastique artistique 2014.

## Médaillées
| Épreuve                       | Or                                                                                          | Argent | Bronze |
| ----------------------------- | ------------------------------------------------------------------------------------------- | --- | --- |
| Finales par équipes seniors   |                                                                                             | | |
| Équipes                       | Afrique du Sud Aimee van Rooyen Grace Legote Julene van Rooyen Gugulethu Nkambule           | Égypte Sara Rostom Fatma Magdi Nourhal Khattab Asma Adawy                                                         | Tunisie Amina Chtiba Maisa Ghazouani                                                                                  |
| Finales individuelles seniors |                                                                                             | | |
| Concours général              | Grace Legote                                                                                | Sara Rostom | Aimee van Rooyen |
| Cerceau                       | Sara Rostom                                                                                 | Grace Legote | Julene van Rooyen |
| Ballon                        | Grace Legote                                                                                | Julene van Rooyen                                                                                                 | Fatma Magdi |
| Massues                       | Grace Legote                                                                                | Sara Rostom | Fatma Magdi |
| Ruban                         | Grace Legote                                                                                | Sara Rostom | Fatma Magdi |
| Finales en groupe senior      |                                                                                             | | |
| Général                       | Égypte Aisha Elkolali Alia Elkatib Jacinthe Eldeeb Malak Mostafa Sarah Elkattan Yara Baraka | Afrique du Sud Amy Cooper Kayleigh Slaughter Michelle Harpur Paige Snyders Palesa Shabalala Taryn Christie-Taylor | Angola Alice Tomas Beniude Panguleipo Jandira Henriques Margarida Cabral Nkumba Francisco Sofia Higino Yolanda Gaspar |
| Finales par équipes juniors   |                                                                                             | | |
| Équipes                       | Égypte Hana Hassan Haya Hisham Layla Selim Nour Abdel Aziz                                  | Afrique du Sud Alexia Bazzo Chris-Marie van Wyk Palesa Mohlamme Shannon Gardiner                                  | Maroc Sofia Moussaoui Basma Ouatay                                                                                    |
| Finales individuelles junior  |                                                                                             | | |
| Concours général              | Hana Hassan                                                                                 | Shannon Gardiner                                                                                                  | Layla Selim |
| Cerceau                       | Hana Hassan                                                                                 | Shannon Gardiner                                                                                                  | Haya Hisham |
| Ballon                        | Hana Hassan                                                                                 | Layla Selim | Shannon Gardiner |
| Massues                       | Nour Abdel Aziz                                                                             | Alexia Bazzo | Hana Hassan |
| Ruban                         | Hana Hassan                                                                                 | Layla Selim | Chris-Marie van Wyk                                                                                                   |
| Finales en groupe junior      |                                                                                             | | |
| Général                       | Égypte Hania Khattab Mariam Abdelhamid Nadin Gaber Sara Ibrahim Sherifa Bayoumy Zain Saad   | Angola Alexandra Paulo Biatriz Kasselo Eunice Ferreira Iolanda Antonio Monica Gaspar                              | - |